# Gimme Some Truth
"Gimme Some Truth" is een nummer van de Britse muzikant John Lennon. Het nummer verscheen als de zesde track op zijn album Imagine uit 1971.

## Achtergrond
"Gimme Some Truth" is geschreven door Lennon en geproduceerd door Lennon, zijn vrouw Yoko Ono en Phil Spector. Het gaat over Lennons gefrustreerdheid over politici, die hij "kortharige, laffe zonen van Tricky Dicky" noemt, hypocrisie en chauvinisme. Deze tekst werd geschreven tegen het eind van de Vietnamoorlog en bevat zodoende een aantal verwijzingen naar protestanten tegen deze oorlog. Ook bevat de tekst een verwijzing naar het kinderliedje "Old Mother Hubbard". De regel "Money for rope, money for dope" is een variatie van het Britse idioom "Money for old rope", dat wordt gebruikt wanneer iemand met zo weinig mogelijk moeite een grote winst maakt. Paul McCartney zou deze regel hebben bedacht, maar hij kan zich dit zelf niet herinneren.
Lennon schreef "Gimme Some Truth" in januari 1969, toen hij nog deel uitmaakte van The Beatles. De band had in die maand een aantal opnamesessies die het album en de film Let It Be op zouden leveren. De band nam een demo van het nummer op, maar deed geen poging om een volledige versie te maken. Deze demo verscheen in 2021 voor het eerst op de heruitgave van Let It Be en in de film The Beatles: Get Back.
Op 25 mei 1971 nam Lennon in zijn thuisstudio een soloversie van "Gimme Some Truth" op voor zijn album Imagine. Op 28 mei overdubde hij zijn vocalen; deze sessie werd gefilmd. Voormalig Beatle George Harrison was te horen als gitarist op het nummer. Ook pianist Nicky Hopkins, basgitarist Klaus Voormann en drummer Alan White speelden mee. In 1982 werd het nummer uitgebracht op de B-kant van de postume single "Love". De documentaire Gimme Some Truth: The Making of John Lennon's Imagine Album uit 2000 is vernoemd naar het nummer.
"Gimme Some Truth" is gecoverd door onder meer Anti-Flag, Billie Joe Armstrong, Ash, Cheap Trick, Jakob Dylan, Generation X, KT Tunstall, Sam Phillips, Mike Portnoy, Primal Scream, Matthew Sweet met Susanna Hoffs, Travis en The Wonder Stuff.